# Conseil national de la transition (Guinée, 2021)
Pour les articles homonymes, voir Conseil national de la transition (Guinée), Conseil national de transition et CNT.
Législature de transition
Assemblée nationale
Palais du peuple
Le Conseil national de transition, abrégé CNT, est l'organe législatif monocaméral de la Guinée en remplacement de l'Assemblée nationale au cours de la période de transition mise en place par le Comité national du rassemblement pour le développement à la suite du coup d'État de 2021.

## Historique
À la suite du coup d’État de 2021, le président Alpha Condé est détenu par le CNRD dirigé par le colonel Mamadi Doumbouya.

## Attributions
Selon la charte de transition, le Conseil national de la transition est l’organe législatif de la transition. Il exerce les prérogatives définies par ladite Charte et explique d'avantager au chapitre IV.

## Organisation et fonctionnement

### Organisation
L'organe dirigeant du CNT est constitué des représentants des partis politiques, les faîtières de la société civile, les centrales syndicales, les organisations patronales, les forces de défense et de sécurité, les organisations de défense des droits de l'Homme, les organisations des Guinéens de l'étranger, les organisations des femmes, les organisations des jeunesses, les organisations culturelles, les confessions religieuses, les secteurs informels et les métiers, les organisations paysannes, les sages des régions, les personnes vivants avec des handicaps, les organisations socioprofessionnelles, les chambres consulaires, les organisations de presse, et des personnes sans ressources.

## Membres
La liste des membres est composée de 81 membres dont 25 femmes, nommé par décret présidentiel le 22 janvier 2022. Les membres du gouvernement et des institutions dissous lors du coup d'État du 5 septembre 2021 en sont exclus.
Le Conseil national de transition est dirigé par un président et deux vice-présidents.Depuis le 13 mars, le CNT est composée de 80 membres après le départ de Fatima Camara devenue ministre de la pêche et de l'économie maritime dans le Gouvernement Bah Oury.
Le 13 janvier 2025, Mohamed Traoré démissionne de son poste de conseiller national, estimant que sa  « mission en tant que conseiller national est […] arrivée à son terme. » le 31 décembre 2024,. Quatre jours plus tard, il est remplacé par Maître Abdoulaye Sylla,.

## Composition du conseil national de la transition

### Bureau du conseil nationale de la transition
| Fonction                   | Titulaire                | Début           |
| -------------------------- | ------------------------ | --------------- |
| Président                  | Dansa Kourouma           | 22 janvier 2022 |
| Vice-présidents            | Maimouna Yombouno        | 22 janvier 2022 |
| Vice-présidents            | Elhad Facinet Seny Sylla | 22 janvier 2022 |
| Secrétaires parlementaires | Yamoussa Sidibé          | 16 mars 2022    |
| Secrétaires parlementaires | Mory Dounoh              | 16 mars 2022    |
| Secrétaires parlementaires | Maimouna Barry           | 16 mars 2022    |
| Secrétaires parlementaires | Fanta Conté              | 16 mars 2022    |

### Commissions et membres[13]
| Nom de la commissions                                                                        | Président                    | Vice-Président(e)       | Rapporteur             | Membres |
| -------------------------------------------------------------------------------------------- | ---------------------------- | ----------------------- | ---------------------- | --- |
| Commission constitution, lois organiques, administration publique et organisation judiciaire | Mohamed Aly Thiam            | Fingui Camara           | Jean Paul Kotembedouno | Abdoulaye Dima Dabo, Mansa Moussa Sidibé, Aboubacar Koly Kourouma, Mamadou Bailo Diallo, Abdoulaye Keita, Fatoumata Camara, Mamady Kaba, Sayon Mara, Ahmed Tidiane Sylla, Mamadou Fadia Baldé, Fanta Conté |
| Commission du plan, des affaires financières et du contrôle budgétaire                       | Hamidou Camara               | Mohamed Kaba            |                        | Maimouna Yombouno, Bangaly Djénassa Kourouma, Dr Lancény Chérif, Gilbert Andéga Camara, Ngouamou Fabara Koné, André Bangoura, Fatou Holo Kaba, Aissatou Diallo, Mohamed Naby Sylla, Mariame Touré          |
| Commission des affaires économiques et développement durable                                 | Dr Alpha Abdoulaye Diallo    | Aissata Camara          | Saran Traoré           | Mamady Keita, Aminata Bah, Mohamed Lamine Bangoura, Dr Aissata Mariama Soumah, Aboubacar Mara, Yamoussa Touré, Fatoumata Yebhe Bah, Elhadj Lansana Fofana, Mama Sany Béavogui et Bangaly Chérif.           |
| Commission défense, paix et sécurité                                                         | Pépé Roger Sagno             | Mohamed Victor Bangoura | Bademba Baldé          | Amadou Kaba, Commandant de vaisseau Amadou Sow, Laye Bamba Condé, Salia Camara, Maimouna Sidibé, Sény Camara et Dorcas Nema Dione                                                                          |
| Commission affaires étrangères, guinéens de l’étranger et coopération internationale         | Ibrahima Sorel Keita         | Tiguidanké Traoré       | Dominique Kpogomou     | Sény Tonamou, Abou Kaba, Aliou Badra Thiam, Maimouna Barry |
| Commission santé, éducation, affaires social et culturel                                     | Pr Hassane Bah               | Massoud Barry           | Sékou Doré             | Mohamed Lamine Diallo, Ismaël Kabacé Samoura, Dr Hawa Diakité et médecin colonel Mohamed Lamine Diallo |
| Commission réconciliation, droits humains, justice, communication, information               | Elhadj Abdoul Karim Dioubaté | Mgr Jacques Boston      | Asmaou Barry           | Kabinet Camara, M’mahawa Soumano Tounkara, Elhadj Ahmadou Togba, Yamoussa Sidibé et Mory Dounoh |
| Commission spéciale permanente contrôle comptabilité                                         | Hawa Bangoura                | Aucun                   | Sène Makhoudia         | Aboubacar Sidiki Cissé et Mohamed Fonfo Camara |

## Ancien membre
- Fatima Camara, ancienne rapporteur de la commission du plan, des affaires financières et du contrôle budgétaire du CNT[14].
- Mohamed Traoré, ancien membre de la commission constitution, lois organiques, administration publique et organisation judiciaire du CNT[8].

## Travail parlementaire

### Principales lois adoptées
Le 11 mai 2022, le CNT adopte à la majorité une durée de 36 mois pour la période de la transition. Le 29 juillet 2024, il présente l'avant projet de la nouvelle constitution guinéenne. Le projet de constitution, publié le 11 août 2024, contient un système bicaméral et une limitation stricte à deux mandats présidentiels.

### International
Après le séjour d'une délégation du CNT guinéen au Mali en octobre 2022, son président, Dansa Kourouma, annonce que des échanges de textes de lois seront désormais possibles entre les deux nations,.